# بافالو گروو، شهرستان اگلو، ایلینوی
بافالو گروو (به انگلیسی: Buffalo Grove) یک منطقهٔ مسکونی در ایالات متحده آمریکا است که در ایلینوی واقع شده‌است. بافالو گروو ۲۵۷٫۸۶ متر بالاتر از سطح دریا واقع شده‌است.